# DNA-gyras
DNA-gyras är ett enzym av typen topoisomeras typ II. DNA-gyras är en avgörande komponent i DNA-molekylens hantering och underhåll, och dess roll i DNA-replikationen är av stor betydelse för vetenskaplig forskning och medicinsk tillämpning.
DNA-gyras är en typ av topoisomeras, ett enzym som hanterar DNA-topologi. En av dess huvudsakliga funktioner är att bryta fosfodiesterbindningar i DNA-molekylen temporärt för att lätta på den ökade spänningen som uppstår när DNA-helixen avlindas under replikationsprocessen. Genom att skapa dessa brytpunkter möjliggör DNA-gyras en kontrollerad avlindning av DNA, vilket gör att DNA-polymeraset kan kopiera DNA-strängen korrekt och effektivt.